# Ardent-Klasse (1771)
Die Ardent-Klasse war eine Klasse von sieben 64-Kanonen-Linienschiffen 3. Ranges der britischen Marine, die von Sir Thomas Slade auf Basis der Linien der französischen Fougueux entworfen wurden und von 1771 bis 1816 in Dienst standen.

## Einheiten
| Name                          | Bestellung        | Kiellegung        | Stapellauf         | Indienststellung  | Verbleib |
| ----------------------------- | ----------------- | ----------------- | ------------------ | ----------------- | --- |
| Ardent Tiger (ab August 1782) | 12. Dezember 1761 | 15. Januar 1762   | 13. August 1764    | 18. Januar 1771   | Im August 1779 durch die franz. Marine gekapert, April 1782 durch die brit. Marine gekapert; Juni 1784 zum Abbruch verkauft |
| Raisonable                    | 4. Dezember 1762  | 25. November 1765 | 10. Dezember 1768  | 17. November 1770 | abgebrochen März 1815 |
| Agamemnon                     | 5. Februar 1777   | Mai 1777          | 10. April 1781     | 28. März 1781     | gesunken 1808 |
| Stately                       | 10. Februar 1777  | 25. Mai 1779      | 27. Dezember 1784  | März 1793         | abgebrochen Juli 1814 |
| Belliqueux                    | 19. Februar 1778  | Juni 1778         | 5. Juni 1780       |                   | abgebrochen März 1816 |
| Indefatigable                 | 3. August 1780    | Mai 1781          | Juli 1784          | Dezember 1794     | Ab September 1794 zur 44-Kanonen-Fregatte (Razee) umgebaut, abgebrochen August 1816                                         |
| Nassau                        | 14. November 1782 | März 1783         | 28. September 1785 | Juli 1790         | gesunken Oktober 1799 |

## Technische Beschreibung
Die Klasse war als Batterieschiff mit zwei durchgehenden Geschützdecks konzipiert und hatte eine Länge von 48,77 Metern (Geschützdeck), eine Breite von 13,44 Metern und einen Tiefgang von 5,79 Metern. Sie waren Rahsegler mit drei Masten (Fockmast, Großmast und Besanmast). Der Rumpf schloss im Heckbereich mit einem Heckspiegel, in den Galerien integriert waren, die in die seitlich angebrachten Seitengalerien mündeten.
Die Besatzung hatte eine Stärke von 500 Mann. Die Bewaffnung der Klasse bestand aus 64 Kanonen, die sich in Anzahl und Kaliber aber im Laufe ihrer Dienstzeit änderte.
|                  | Unteres Batteriedeck    | Oberes Batteriedeck     | Backdeck                                        | Achterdeck                                       | Kanonen (Geschossgewicht) |
| ---------------- | ----------------------- | ----------------------- | ----------------------------------------------- | ------------------------------------------------ | ------------------------- |
| Design           | 26 × 24-Pfünder-Kanonen | 26 × 18-Pfünder-Kanonen | 2 × 9-Pfünder-Kanonen                           | 10 × 9-Pfünder-Kanonen                           | 64 Kanonen (272 kg)       |
| 1794 (Agamemnon) | 26 × 24-Pfünder-Kanonen | 26 × 18-Pfünder-Kanonen | 2 × 9-Pfünder-Kanonen 2 × 24-Pfünder-Karronaden | 10 × 9-Pfünder-Kanonen 6 × 18-Pfünder-Karronaden | 72 Geschütze (307,5 kg)   |